# IGN FI
 (juillet 2021).
IGN FI est une société d'ingénierie fondée en 1986, spécialisée dans l'élaboration et la réalisation de projets géomatiques dans les domaines suivants : géodésie, métrologie, cartographie et infrastructure nationale de données géographiques, bases de données, Système d'information géographique (SIG), portails thématiques, systèmes d'information foncier (SIF).
IGN FI est le partenaire de l'Institut national de l'information géographique et forestière (IGN) pour ses projets à l'étranger.

## Histoire
En 1940, le Service géographique de l'armée (SGA), créé en 1887 (par transformation de l'ancien Dépôt de la guerre), est devenu l'Institut Géographique National (IGN), service du Ministère des Travaux Publics.
En 1967, l'IGN devient un établissement public administratif de l'État. Sa principale mission est d'établir et d'entretenir les bases de données géographiques de référence dont l'État a besoin.
L'activité outre-mer de l'IGN décrite dans le décret 1402 du 7 juin 1944 et confirmé par l'arrêté du 19 février 1947, confirme la mission de l'IGN de « les travaux géodésiques, topographiques et cartographiques d'intérêt général dans les territoires d'outre‐mer relevant du secrétariat d'État à la marine et aux colonies » et de gérer l'ensemble de ses annexes et services locaux (dénommés « services géographiques coloniaux ») renforcés par des missions temporaires envoyées de métropole.
Avant la date des indépendances, l'IGN avait géré des « annexes » locales et des bases logistiques à Hanoi (puis Saigon et Dalat), Tananarive, Yaoundé, Brazzaville, Bamako, Niamey, Dakar, Abidjan, Bangui, Rabat et Alger.
L'évolution de la situation politique n'a pas permis d'achever la production d'une cartographie complète en Extrême-Orient, contrairement à l'Afrique où l'IGN a laissé en héritage une couverture cartographique complète au 1:200 000 et une couverture significative au 1:50 000 (bien que partielle pour les pays de plus grande étendue), ainsi que les couvertures photographiques correspondantes.
Après les indépendances, l'IGN a poursuivi des relations avec chacun de ces pays, en continuant à y travailler dans un cadre de travail renouvelé, libérée cette fois de l'héritage colonial.
Intégré jusqu'en 1986 comme un département de l'IGN, IGN FI (pour IGN France International) est externalisée et créé à cette date en tant que société de droit privé, l'IGN y étant actionnaire majoritaire de cette nouvelle structure privée.
En 2015, la société française Geofit Group - basée à Nantes - devient actionnaire majoritaire d'IGN FI. IGN reste actionnaire minoritaire au capital de l'entreprise et demeure le partenaire technique privilégié d'IGN FI à l'étranger. L'acronyme reste mais sa signification évolue pour devenir Ingénierie Géographique Numérique Française à l'International.

## Secteurs d'application
(juillet 2021).
L'information géographique est une donnée importante pour la réalisation de projets, que ce soit dans le secteur public ou privé.
IGN FI décline donc ses activités dans de nombreux secteurs :
- Cartographie terrestre et marine - infrastructure de données spatiales ;
- Géodésie - métrologie ;
- Cadastre - Registre foncier - Évaluation foncière ;
- Agriculture - Forêt ;
- Environnement - Gestion des risques - Comptabilité environnementale ;
- Défense - Sécurité civile.

### Cartographie terrestre et marine - Infrastructures de données spatiales

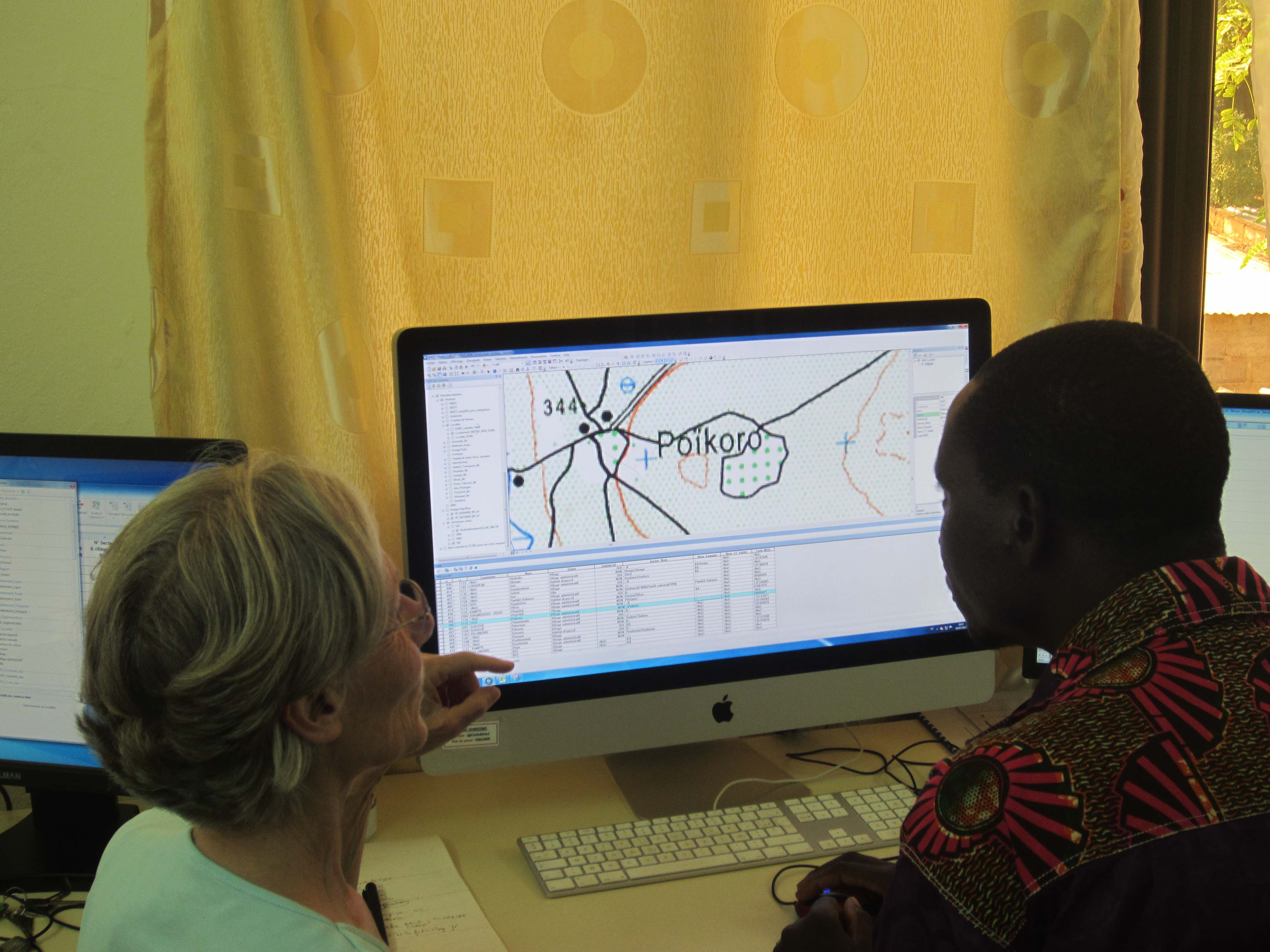
Étude de la toponymie du Burkina Faso

IGN FI aide à mener à bien des projets d'infrastructure de données géographiques (IDG) et de cartographie : état des lieux des données disponibles en amont, aspects techniques (de la constitution initiale jusqu'aux mises à jour), et organisationnels. Au Mali par exemple, IGN FI a effectué un mise à jour de la cartographie nationale à l'échelle 1:200 000, mais aussi au Sénégal, au Burkina Faso, et au Bénin.

### Géodésie - Métrologie
S'appuyant sur des scientifiques spécialisés et sur l'expérience pratique du Service de géodésie et de métrologie (SGM) de l'IGN, IGN FI vend des prestations dans le domaine de la géodésie et de la métrologie.

### Cadastre - Registre foncier - Évaluation foncière
Pour exemple, en Ouganda, un système d'information foncier (SIF) national a été déployé. Plus de 740 000 titres et parcelles ont été vectorisés, indexés et rénovés, plus de 90 000 cartes cadastrales existantes ont été scannées et vectorisées, et plus de 500 personnes ont été formées sur les nouveaux outils et procédures (informatique, SIG, SIF). Le projet a pris fin en 2020.

### Agriculture - Forêt
IGN FI met à jour des données géographiques, développe des systèmes d'information métier et des outils d'aide à la décision. Elle peut aussi accompagner pour la réalisation de ces mêmes travaux, via une assistance à maîtrise d'ouvrage.

### Environnement - Gestion des risques - Comptabilité environnementale
IGN FI peut fournir des services à toute entité souhaitant se doter de données environnementales cohérentes et intégrées, ainsi que des outils permettant de les exploiter, et monter en compétences grâce à des formations spécifiques adaptées.

### Défense - Sécurité civile

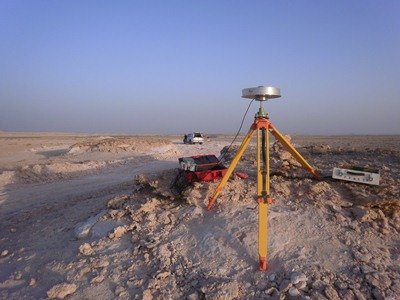
Observation du réseau géodésique de base - Qatar/Arabie Saoudite

IGN FI commercialise des solutions techniques et prenant en considération toutes les données d'un territoire,.